# コールマン (キャンプ用品)

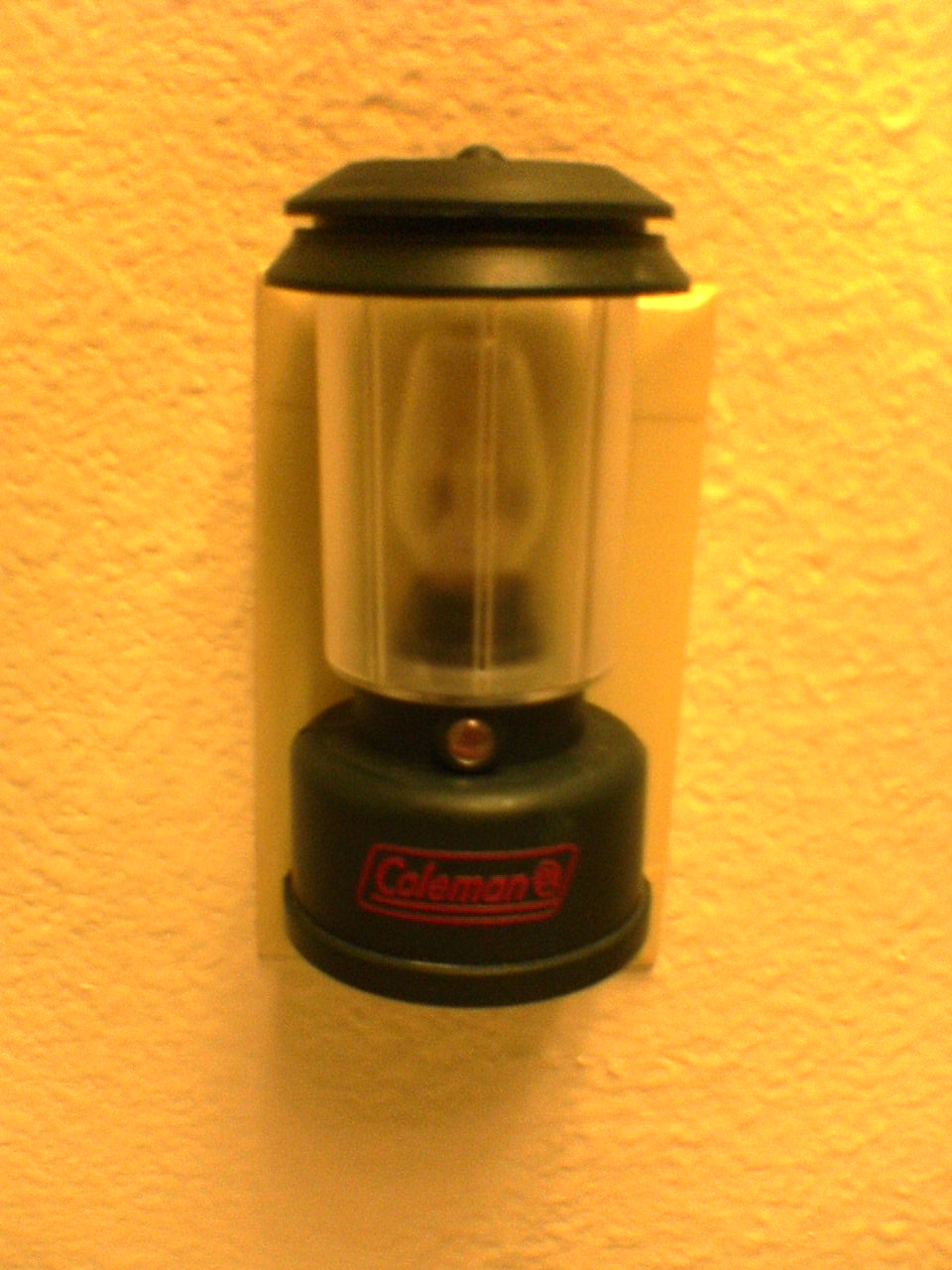
コールマン製のナイトライト。下部に同社のロゴが見える。

コールマン（Coleman Company, Inc. ）は、アメリカ合衆国のキャンプ用品製造・販売業者。
1900年頃にウィリアム・コフィン・コールマンによってオクラホマ州で創業。当初はガソリン式ランプの販売を行っていた。ただし当時のガソリン式ランプは故障しやすいという弱点があったため、すぐにリース方式に切り替え、こまめにメンテナンスを行うことによって顧客の信頼を得るよう工夫した。1902年にはカンザス州に移転した。

## 歴史
ガソリン式ランプの優位性を感じたウイリアム・コールマンが、1900年に前身となる販売会社「ハイドロカーボン・ライトカンパニー」を設立した。このころ販売されていたランプは粗悪品が多く、消費者に悪評が広まっていたため、販売は伸び悩んでいた。
これを打開するために「1週間で1ドル」のリース形式に切り替えると、売上高は伸びたものの、このリース代金には修理費も含まれていたため、修理品が大量に持ち込まれるようになり、会社の負担も大きくなってしまった。このためコールマンは、耐久性とメンテナンス性を向上させたガソリンランプを自ら開発するようになり、1905年に自社製造のガソリンランプの販売を開始した。　
当初はガソリン式ランプを専門に扱っていたが、電灯が普及するようになると、屋外でも使えるガソリン式ランタンを開発し、1914年に「アークランタン」として販売を開始する。当初これは牛小屋・馬小屋などで使われた。これらの製品はアメリカ軍にも納入された。
第一次世界大戦後のモータリゼーションブームによって、オートキャンプのスタイルが確立されると、この分野の将来性に目をつけたコールマンは、1923年には燃焼器具を二つ並べた「キャンプストーブ」の販売を開始。非常に完成度の高いこのストーブは、幾度かのモデルチェンジを経るものの、現在もほぼ同じものが「ツーバーナー」として販売されている。
1942年にはアメリカ軍に依頼され、戦場で使う調理用ガソリン式ストーブの製造を開始する。完成品の条件は「摂氏マイナス51度からプラス52度の環境で作動し、なおかつ1クォートのミルク缶に収まるもの」という厳しいものであった。このストーブはG.I. ポケットストーブ（モデル520）と呼ばれ、従軍記者のアーニー・パイルが「戦争におけるもののうち、武器以外での主要発明品はジープとGIストーブだ」と書いたことから注目されるようになった。現代ではテントなどキャンプ用品全般を扱っている。なおGIストーブはその後モデルチェンジ（最新モデルは1950年制式採用のM-1950）を経て、民生品（モデル536、538）も販売されたが、開発費を負担したアメリカ軍に生産工場の決定権があるため、製造はSMP（States Machine Products ）に移り、現在コールマンでは製造していない。

### 日本での企業活動
日本への輸入当初は、漁業用の灯火として売り上げを伸ばした。日本法人のコールマンジャパンがあり、日本向け専用に設計・製造された製品も扱っていた。2022年1月からはニューウェルブランズ・ジャパン合同会社のコールマン事業部として企業活動している。
商品は直販のほか、一般のキャンプ用品店、登山用品店、釣具店、ホームセンター、銃砲店（過去販売例）での購入も可能である。過去には日産自動車とのコラボレーションで、セレナ・エルグランド・リバティ・キューブに「コールマンバージョン」という特別仕様車が設定されたこともあったほか、京セラ・KDDIとのコラボレーションで5Gスマートフォン「TORQUE 5G（KYG01）」に「Coleman LIMITED」という限定仕様が設定され、発売された。
また殺虫剤メーカーであるアース製薬とコラボレーションし、「どこでもつかえるアースノーマット コールマン」という商品を発売している。

## 主な製品

### ストーブ
スポーツスターII
ホワイトガソリン燃料のシングルストーブ。初代モデルは1960年代後半に登場、1980年代後半に改良された現行モデルが発売された。
フェザーストーブ
ピーク1の系統に連なるシングルストーブ。非常時には自動車用のレギュラーガソリンを使用できる。
パワーハウスツーバーナー
コールマンを代表する製品で、原型は1921年に完成していた。
パワーマックスシリーズ
90年代後半に登場したガスを液体の状態で噴出し燃焼させるタイプのストーブ。　低温でも安定した火力が出せることが特徴だったが、専用のガスカートリッジを使用するため普及せず現在は廃盤。入手した場合はＴ型カートリッジを接続する専用アダプターが必要となる。

### ランタン
ノーススターチューブマントルランタン
筒状のマントルを持ち200ワット以上の輝度を持つガソリンランタン。
635ホワイトガソリンランタン
1970年代から存在する、チューブマントルランタンが登場するまでワンマントルの最上級機種だった伝統モデル。オリジナルの635はカナダコールマン社製、1990年代に入り復刻させた635Bがあるが光量は初代635以下となっている。この635BはUSAコールマン製である。また、燃料を灯油仕様にした639や639Bモデルもあるが、日本では、正式にコールマンジャパンから販売されていない。635以前のモデルに236（ガソリン）や237（灯油）がある。
フェザーランタン
フェザーストーブと同じく、非常時にはレギュラーガソリンも使用できる。ピーク1の系統に連なるランタン。こちらも、ストーブ同様、ピーク1系である。
200Aランタン
「オールドコールマン」「赤ランタン」と呼ばれ好事家の間で人気が高い製品。1990年代半ばにリイシューモデル（200B）が発売されたが、現在は販売されていない。

## 関連リンク
- キャンピングガス - 1996年にフランス企業のキャンピングガスを買収、以降コールマン傘下になる。